# Kleeberg (Ruhstorf an der Rott)
Kleeberg ist ein Gemeindeteil des Marktes Ruhstorf an der Rott im niederbayerischen Landkreis Passau.

## Lage
Kleeberg liegt etwa zwei Kilometer nordwestlich von Ruhstorf im Isar-Inn-Hügelland an der Kreuzung der Kreisstraßen PA 8 und PA 10.

## Geschichte
Ein Hainricus de Malgaozing erscheint erstmals in einer Urkunde des Jahres 1292. Zu Beginn des 14. Jahrhunderts war Kleeberg, das damals noch Malgassing hieß, im Besitz der Poppenberger. Ein Schloss wird bereits 1420 erwähnt. 1501 verkaufte Christoph Lochner Kleeberg an Georg von Ruhstorf. Um 1510 kam es in den Besitz von Diepold Auer von Dobl, dessen Familie die Hofmark Kleeberg bis ins beginnende 17. Jahrhundert halten konnte.
1611 erwarb Andreas Georg von Perlaching auf Treflstain die Anteile der Geschwister seiner Frau Maria Sara Auer. 1648 wurde Kleeberg durch Georg von Ruhstorf gekauft. Das Adelsgeschlecht der Ruhstorfer behielt Kleeberg bis zu seinem Aussterben im Jahr 1735. Die Schwester des letzten Ruhstorfers war mit einem Grafen Fränking verheiratet. Durch Heirat mit deren gemeinsamer Tochter wurde Maximilian Ferdinand von Tauffkirchen Hofmarksherr. Die Grafen von Tauffkirchen blieben bis ins 19. Jahrhundert im Besitz der Hofmark, die dem Landgericht Griesbach zugeordnet war.
In der Nachfolge der Hofmark entstand das Patrimonialgericht II. Klasse Kleeberg, das am 20. Februar 1821 bestätigt wurde. Es war für 75 Hintersassen zuständig, hatte seinen Sitz in Kleeberg und war in der Hand der Grafen von Tauffkirchen. Die Verwaltung wurde dem Gerichtshalter des Grafen Jonner zu Tettenweis übertragen. Es bestand bis zur Abschaffung der Patrimonialgerichte im Jahr 1848.
Politisch gehörte Kleeberg ab 1818 zur Gemeinde Ruhstorf.

## Sehenswürdigkeiten
- Schloss Kleeberg. Der jetzige dreigeschossige Walmdachbau entstand ab 1610. Das Innere zeichnet sich durch Stuckdecken um 1690 aus. Der Festsaal von 1740, seit 1759 Kapelle, besitzt Rokokostuck und Freskomalereien.
- Gruftkapelle der Grafen Tauffkirchen-Kleeberg an der Straße von Kleeberg nach Ruhstorf

## Persönlichkeiten
- Rudolf Freiherr von Moreau (1910–1939), Test- und Langstreckenpilot, Sohn des Besitzers von Schloss Kleeberg, begraben in der Moreau'schen Grablege in Hader
- Johannes Sauter (1891–1945), Rechtsphilosoph
- Alois Freiherr Weiß von Starkenfels (1847–1895), Heraldiker und Genealoge, Schloss- und Gutsbesitzer von Tettenweis und Kleeberg